# M-9 (Montenegro)
De M-9 of Regionalni Put 9 is een hoofdweg in Montenegro. De weg loopt van Vilusi (aansluiting op de M-7) naar de grens met Bosnië en Herzegovina bij Deleuša en is 21 kilometer lang. In Bosnië en Herzegovina loopt de weg verder als R-431 naar Bileća.

## Geschiedenis
De huidige M-9 was tot 2016 genummerd als de R-12. Verder was tot 2016 een andere weg in het oosten van Montenegro genummerd als M-9. In de tijd dat Montenegro bij Joegoslavië hoorde, was deze weg onderdeel van de Joegoslavische hoofdweg M9. Deze weg liep van Kolašin via Andrijevica, Pejë, Pristina en Leskovac naar Pirot. Na het uiteenvallen van Joegoslavië en de onafhankelijkheid van Montenegro behield de weg haar nummer in Montenegro. In 2016 werden de wegen in Montenegro opnieuw ingedeeld, waarbij de toenmalige M-9 werd omgenummerd in verschillende R-nummers en het wegnummer M-9 werd toegekend aan de huidige weg tussen Vilusi en de grens met Bosnië en Herzegovina.